# پی-آنیسیدین
پی-آنیسیدین (به انگلیسی: P-Anisidine) با فرمول شیمیایی C7H9NO یک ترکیب شیمیایی است. که جرم مولی آن ۱۲۳٫۱۵ گرم بر مول می‌باشد. 